# Stop (album)
Stop – trzeci album zespołu De Mono, wydany w 1992 roku.
Album uzyskał certyfikat dwukrotnej platynowej płyty.

## Lista utworów

### Wydanie LP (Arston)
Strona A
1. „Światła i kamery” – 4:55
2. „Pod kontrolą” – 4:05
3. „Rozmowy o cierpieniu” – 3:50
4. „Statki na niebie” – 3:45
5. „Wojny z miłości” – 3:00

Strona B
1. „Ostatni pocałunek” – 4:20
2. „Twoje ulice” – 5:05
3. „Szary pył” – 3:45
4. „Kolory” – 2:50
5. „Znów jesteś ze mną” – 4:10

### Wydanie CD (Zic Zac)
1. „Światła i kamery” – 5:06
2. „Ostatni pocałunek” – 4:32
3. „Statki na niebie” – 3:56
4. „Znów jesteś ze mną” – 4:17
5. „Wojny z miłości” – 3:07
6. „Twoje ulice” – 5:13
7. „Kolory” – 3:03
8. „Pod kontrolą” – 4:17
9. „Rozmowy o cierpieniu” – 4:03
10. „Szary pył” – 3:52
11. „Zwycięstwo” – 4:13
12. „Tacy byliśmy” – 4:21
13. „Płomień” – 5:28

### Single
1. Światła i kamery
2. Statki na niebie
3. Ostatni pocałunek
4. Znów jesteś ze mną
5. Płomień

## Twórcy
- Muzyka: Marek Kościkiewicz, Andrzej Krzywy, Robert Chojnacki
- Teksty: Marek Kościkiewicz
- Wykonawcy:
  - Marek Kościkiewicz – gitara
  - Andrzej Krzywy – wokal
  - Piotr Kubiaczyk – gitara basowa
  - Dariusz Krupicz – perkusja
  - Robert Chojnacki – saksofon
- gościnnie:
  - Szymon Wysocki – instrumenty klawiszowe
  - Marek „Zefir” Wójcicki – solo gitarowe
  - Marek Hojda – wokal